# 2000 YQ142
2000 YQ142, também escrito como 2000 YQ142, é um objeto transnetuniano (TNO) que está localizado no cinturão de Kuiper, uma região do Sistema Solar. Este corpo celeste é classificado como um plutino, pois, o mesmo está em uma ressonância orbital de 2:3 com o planeta Netuno. O mesmo possui uma magnitude absoluta de 7,6 e tem um diâmetro com cerca de 133 km.

## Descoberta
2000 YQ142 foi descoberto no dia 22 de dezembro de 2000 pelo astrônomo C. Veillet.

## Órbita
A órbita de 2000 YQ142 tem uma excentricidade de 0,283 e possui um semieixo maior de 39,510 UA. O seu periélio leva o mesmo a uma distância de 28,335 UA em relação ao Sol e seu afélio a 50,685 UA.